# Холодний березень
«Холодний березень» (рос. «Холодный март») — радянська стрічка 1987 року режисера Ігоря Мінаєва, зафільмована на «Одеській кіностудії».

## Синопсис
Околиця невеликого провінційного містечка, де знахордиться професійно-технічне училище. Небажання вчитися, проблеми з законом — ось що характеризує багатьох учнів. Але директор училища Андрій Шиленко не збирається миритися з цим. Він піклується про своїх учнів, не розучився бачити у них не тільки дітей, які потребують його турботи, а й людей зі складним емоційним світом, непростими долями.

## У ролях
| Актор                 | Роль                                  |
| --------------------- | ------------------------------------- |
| Андрій Толубєєв       | Андрій Іванович Шиленко, директор ПТУ |
| Максим Кисельов       | Мітя                                  |
| Микола Токар          | Микола Степанович                     |
| Людмила Давидова      | Ольга Юріївна                         |
| Олександр Клемантович | Сашко                                 |
| Андрій Любимов        | Антон                                 |
| Наталія Острікова     | Інеса Сергіївна                       |
| Микола Бандурін       | учень ПТУ «Куркуль»                   |
| Ігор Аітов            | «Хорьок»                              |
| Дмитро Смирнов        | «Напильник»                           |
| Володимир Голованов   | Борька                                |
| Антон Мінаєв          | Вітя                                  |
| Сергій Буртяк         | Стас                                  |
| Ольга Реус-Петренко   | Понарська                             |
| Гліб Сошніков         | Бураков                               |
| Ігор Єфімов           | Солдатенко                            |
| Ганна Бєлашова        | Віра                                  |
| Володимир Гвоздьов    | Ігор                                  |
| Євген Безсонний       | Іван                                  |
| Олександр Ненашев     | Петро                                 |
| Сергій Скверчинський  | Олег                                  |
| Ганна Назарьєва       | епізодична роль                       |
| Федір Баландін        | епізодична роль (відмінник)           |
| Людмила Аржанікова    | епізодична роль                       |
| Наталя Дубровська     | епізодична роль                       |
| Валерій Кузін         | епізодична роль                       |
| Ірина Калашникова     | епізодична роль                       |
| Наталія Позднякова    | епізодична роль                       |
| Катерина Кміт         | епізодична роль                       |
| Микита Тюнін          | епізодична роль                       |
| Олександр Ликов       | епізодична роль                       |
| Ірина Нікуліна        | епізодична роль                       |
| Віра Тітова           | епізодична роль                       |
| Нана Зарідзе          | епізодична роль                       |

## Творча група
- Автор сценарію: Олександр Горохов
- Режисер-постановник: Ігор Мінаєв
- Оператор-постановник: Володимир Панков
- Художник-постановник: Анатолій Наумов
- Композитор: Анатолій Дергачов
- Звукооператор: Ігор Рябінін
- Режисер: Надія Безсокирна
- Оператор: М. Курганський
- Художник по костюмах: Галина Уварова
- Художник по гриму: Людмила Друмирецька
- Режисер монтажу: П. Рудих
- Художник-декоратор: Наталія Квашина
- Редактор: Л. Демченко
- Адміністративна група: В. Бендас, І. Лев, Олена Дементьєва, О. Буяніна
- У фільмі звучить музична тема романсу «Соловей» композитора О. Аляб'єва
- Директор: Інна Плотнікова